# つかまるのはごめん (1957年の映画)
『つかまるのはごめん』（原題: Give And Tyke、公開: 1957年3月29日）は、メトロ・ゴールドウィン・メイヤーに所属していたアニメーターのウィリアム・ハンナとジョセフ・バーベラの監督作品で、『トムとジェリー』のスピンオフ作品である。シネマスコープで公開。

## 製作スタッフ
- 監督　ウィリアム・ハンナ、ジョセフ・バーベラ
- 製作総括　同上
- 音楽　スコット・ブラッドリー
- アニメーション製作　ビル・シーペック、ルイス・マーシャル、ハーマン・コーエン、ケネス・ミューズ、カール・ヴィンチ
- 脚本　ホーマー・ブライトマン
- 背景　ドン・ドリスコール
- レイアウト　ディック・ビッケンバッハ

## 作品内容
ごきげんな野良犬が鼻歌を歌いながら、好物の骨と前掛け代わりの新聞紙をゴミ捨て場から漁る。ふとその新聞紙を見ると、そこには「首輪をしていない犬は拘束される」という記事が。野良犬は大慌てで逃げ惑っているところ、首輪をはめたスパイクを発見する。野良犬は生き残りのため、スパイクから首輪を強奪しようとするが、失敗に終わる。するとそこに息子のタイクがいたので、野良犬はその首輪を盗んだ。それを見ていたスパイクは野良犬を問い詰めると、野良犬はスパイクに例の新聞記事を見せ、逃走する。このままでは愛する息子が保健所へ連れていかれると悟ったスパイクは、逃げ出した野良犬から首輪を取り返すために、彼を追いかける。
こうして野良犬、スパイク、保健所の男性、タイクによる四つ巴のドタバタが始まった。
そうこうしているうちに、保健所の男性はタイクを捕まえ、車の中に入れ連れ去ろうとする。するとスパイクはタイクを守るため、「彼の身代わりとなって保健所へ行く」と保健所の男に直訴した。愛する息子に別れを告げて車へ乗り込むスパイクを見て涙を流した野良犬は改心し、保健所の男に「代わりに俺を連れていけ」と自首し、タイクに首輪を返しスパイクを解放させる。そして野良犬はその隙を突いて保健所の男の車を乗っ取り、怒って追いかける男を振り払うようにどこへともなく去っていった…。
こうして、スパイク親子は無事助け出されたのであった。「HAHAHAHAHA, That's my boy!」いつものスパイクの台詞とともに、物語は幕を閉じる。

## 登場キャラクター
野良犬
今回の主人公的な存在。保健所に入られることを恐れ、スパイク親子を巻き添えにしてしまう。序盤に何故かオープニングのファンファーレを鼻歌で歌っている。
スパイク
被害者的な存在で、野良犬の騒動に巻き込まれる。
タイク
今回の騒動に巻き込まれ、何度か捕まってしまう。
保健所の男性
虫取り網を持ち、首輪をしていない犬を何度か捕まえる。

## 日本でのテレビ放映
TBS系『トムとジェリー』の短編に挟まれ、本編に登場するスパイクとタイクの作品だが、トムとジェリーが出演していないため、真ん中作品として初期のプログラムで放映。
その後、再放送ソースではテックス・アヴェリー監督作品の『つかまるのはごめん』に変更された。